# Nagagutsu o Haita Neko: Sekai Isshū 80 Nichi Dai Bōken
Nagagutsu o Haita Neko: Sekai Isshū 80 Nichi Dai Bōken (長靴をはいた猫 世界一周80日大冒険?  lit. "El Gato con Botas: Una aventura alrededor del mundo en 80 días") es un videojuego de 1986 basado en la película de animación de 1976 titulada La vuelta al mundo en 80 días por el Gato con Botas. Fue lanzado exclusivamente en Japón para Family Computer.